# Kanton Selommes
Kanton Selommes (francouzsky Canton de Selommes) je francouzský kanton v departementu Loir-et-Cher v regionu Centre-Val de Loire. Tvoří ho 16 obcí.

## Obce kantonu
- Baigneaux
- La Chapelle-Enchérie
- Coulommiers-la-Tour
- Épiais
- Faye
- Périgny
- Pray
- Renay
- Rhodon
- Rocé
- Sainte-Gemmes
- Selommes
- Tourailles
- Villemardy
- Villeromain
- Villetrun